# Grand-Couronne

Grand-Couronne este o comună în departamentul Seine-Maritime, Franța. În 1 ianuarie 2022 avea o populație de 9.722 de locuitori.